# فيكرام كومار
فيكرام كومار (بالإنجليزية: Vikram Kumar) هو كاتب سيناريو ومنتج أفلام ومخرج هندي، ولد في 1975 في تريشور في الهند.

## وصلات خارجية
- فيكرام كومار على موقع IMDb (الإنجليزية)
- فيكرام كومار على موقع ألو سيني (الفرنسية)
- فيكرام كومار على موقع أول موفي (الإنجليزية)
- فيكرام كومار على موقع قاعدة بيانات الفيلم (الإنجليزية)
- فيكرام كومار على موقع كينوبويسك (الروسية)